# Трилит (грађевина)
Трилит (трилитон) је структура која се састоји од три голема камена блока. Два су положена вертикално и делимично укопани у земљу, а трећи је положен хоризонтално као архитравна греда. Назив потиче од грчких речи три – три и литос – камен. Ова реч најчешће се користи у контексту мегалитских споменика.
Трилит може да буде и саставни део неког хенџа. Најпознатији такав пример је Стоунхенџ у Уједињеном Краљевству.